# Reggio Calcio a 5 2004-2005
Questa pagina raccoglie i dati riguardanti il Reggio Calcio a 5, squadra di calcio a 5 militante in serie A, nelle competizioni ufficiali del 2004-2005.

## Organico

### Prima squadra
| N° | Naz.                 | Ruolo | Sportivo              | Anno     |  |  |
| -- | -------------------- | ----- | --------------------- | -------- |  |  |
|    | Italia (bandiera)    | UNI   | Antonio Cannizzaro    | 28.05.80 |  |  |
|    | Brasile (bandiera)   | PIV   | David Canonica        | 28.09.75 |  |  |
|    | Brasile (bandiera)   | PIV   | Cantagalo             | 16.10.80 |  |  |
|    | Italia (bandiera)    | POR   | Carmelo Fabio Carella | 07.07.75 |  |  |
|    | Brasile (bandiera)   | DIF   | Fernando Cruz         | 14.02.80 |  |  |
|    | Argentina (bandiera) | DIF   | Fabricio D'Angelo     | 14.08.73 |  |  |
|    | Brasile (bandiera)   | DIF   | Fininho               | 15.01.82 |  |  |
|    | Brasile (bandiera)   | PIV   | Jader Fornari         | 21.01.83 |  |  |
|    | Brasile (bandiera)   | LAT   | Gildemario            | 16.07.82 |  |  |
|    | Italia (bandiera)    | POR   | Salvatore Lo Gatto    | 06.10.70 |  |  |
|    | Italia (bandiera)    | UNI   | Francesco Lorenti     | 06.01.83 |  |  |
|    | Italia (bandiera)    | LAT   | Donato Marcianò       | 31.12.82 |  |  |
|    | Italia (bandiera)    | UNI   | Giuseppe Molluso      | 27.01.72 |  |  |
|    | Italia (bandiera)    | PIV   | Daniele Rappocciolo   | 23.11.82 |  |  |
|    | Brasile (bandiera)   | PIV   | Márcio Toni           | 25.02.82 |  |  |

### Under-21
| N° | Naz.              | Ruolo | Sportivo        | Anno     |  |  |
| -- | ----------------- | ----- | --------------- | -------- |  |  |
|    | Italia (bandiera) | UNI   | Aldo Durante    | 09.11.85 |  |  |
|    | Italia (bandiera) | LAT   | Daniele Meli    | 02.07.85 |  |  |
|    | Italia (bandiera) | DIF   | Marco Quattrone | 15.08.84 |  |  |
|    | Italia (bandiera) | POR   | Maurizio Zema   | 14.06.84 |  |  |